# Višňové (Banská Bystrica)
Višňové (in ungherese Kisvisnyó) è un comune della Slovacchia facente parte del distretto di Revúca, nella regione di Banská Bystrica.